# Emily Mae Smith
Emily Mae Smith (* 1979 in Austin) ist eine amerikanische Künstlerin, die mit ihren Kompositionen soziale und politische Themen kommentiert und sich dabei auf Kunstbewegungen wie Symbolismus, Surrealismus und Pop Art bezieht.

## Leben
Emily Mae Smith absolvierte 2002 den Bachelor of Fine Arts im Bereich Studio Art an der University of Texas at Austin und 2006 den Master of Fine Arts in Visual Art an der Columbia University in New York.
In den Jahren 2008 und 2010 war Emily Mae Smith außerordentliche Assistenzprofessorin an der Columbia University. 2011 arbeitete sie als Dozentin an der Vanderbilt University in Nashville.
Emily Mae Smith lebt und arbeitet in New York.

## Werk
Emily Mae Smith arbeitet vorwiegend mit Öl und Leinwand. Ihr Werk ist geprägt von einem Symbolvokabular, das mit ihrem Avatar beginnt, der von einem verzauberten Besen aus Walt Disneys Film Fantasia aus dem Jahre 1940 inspiriert wurde. Dieser Besen spielt auf den Pinsel der Kunstschaffenden an und ist zugleich ein Symbol für Frauenarbeit und den Phallus. Emily Mae Smith stellt damit einen Bezug zum traditionellen weiblichen Rollenbild her, der Besen wird als Symbol für die häusliche Arbeit eingesetzt. Gleichzeitig zeigt der Besenstiel die Grenzen der Kunst für Künstlerinnen auf und übt subtile Kritik am Kanon der Kunstgeschichte und den lange vorherrschenden Rollenbildern, die Frauen und Künstlerinnen lange Zeit den Weg versperrten. Smith entwickelt diesen Charakter permanent weiter, um Themen wie Geschlecht, Sexualität, Kapitalismus und Gewalt zu thematisieren.
Emily Mae Smith präsentiert surreale Landschaften und Pflanzen, die von ihrer persönlichen Umgebung inspiriert sind und einen Kontrast zur kargen texanischen Landschaft bilden, in der die Künstlerin aufgewachsen ist. Spiegel, Portale und Fenster tauchen in der Arbeit von Emily Mae Smith immer wieder auf, um über Themen wie Blick, Voyeurismus, Objektivierung, Macht und Handlungsfähigkeit zu sprechen.
Eine bedeutende Wende in ihrer künstlerischen Entwicklung markierte die Arbeit mit kleinen Formaten.
- 2014: Devouring Saturn, Öl auf Leinwand[9]
- 2014: Drawing for Broom Life, Bleistift auf Papier[10]
- 2014: Broom Life[11]
- 2014: The Studio (Big Banana)[11]
- 2014: The Studio (Smoking Broom)[12]
- 2014: The Studio (Sleeping Teapot), Öl auf Leinwand[13]

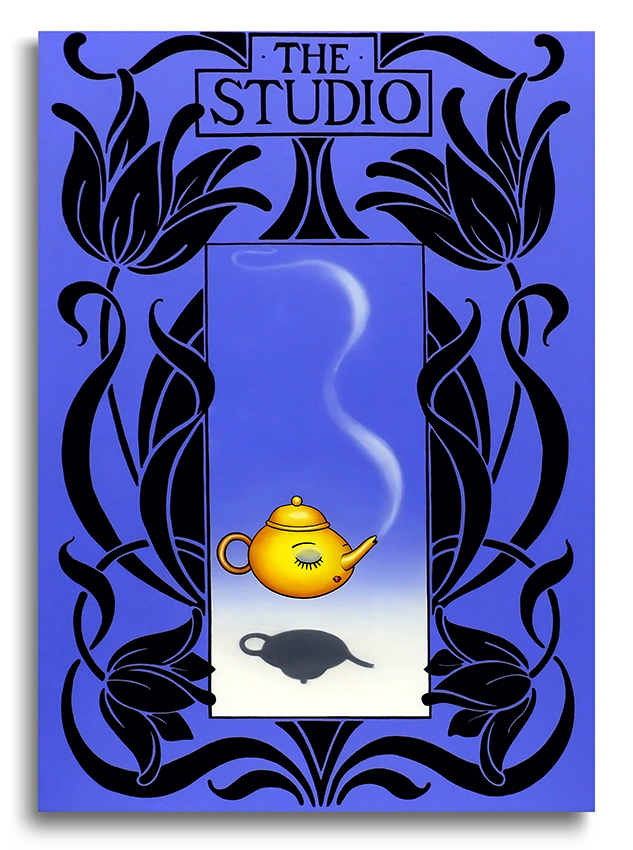
The Studio (Sleeping Teapot), 2014

- 2015: In The Garden, Öl auf Leinwand[14]

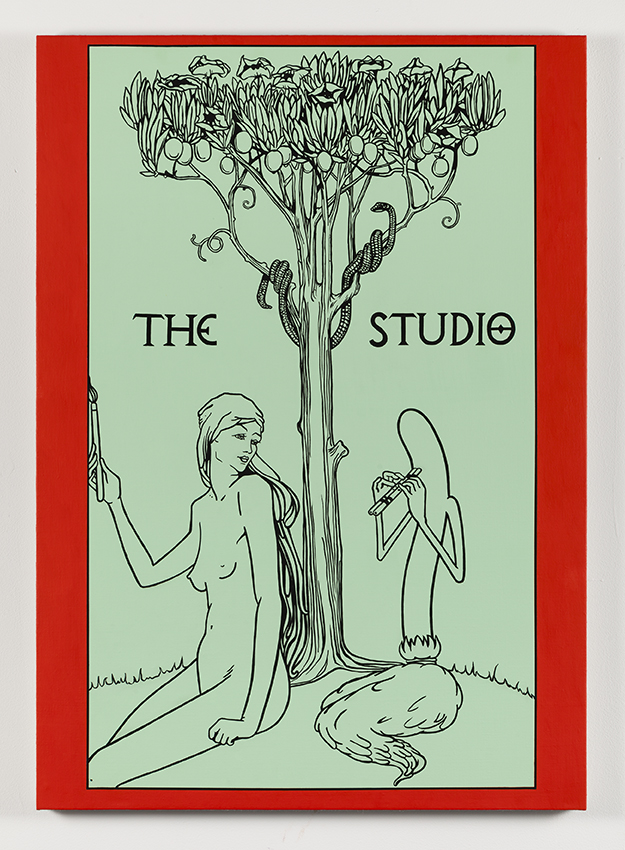
In The Garden, 2015

- 2015: Medusa, Öl auf Leinwand[15]Medusa2015

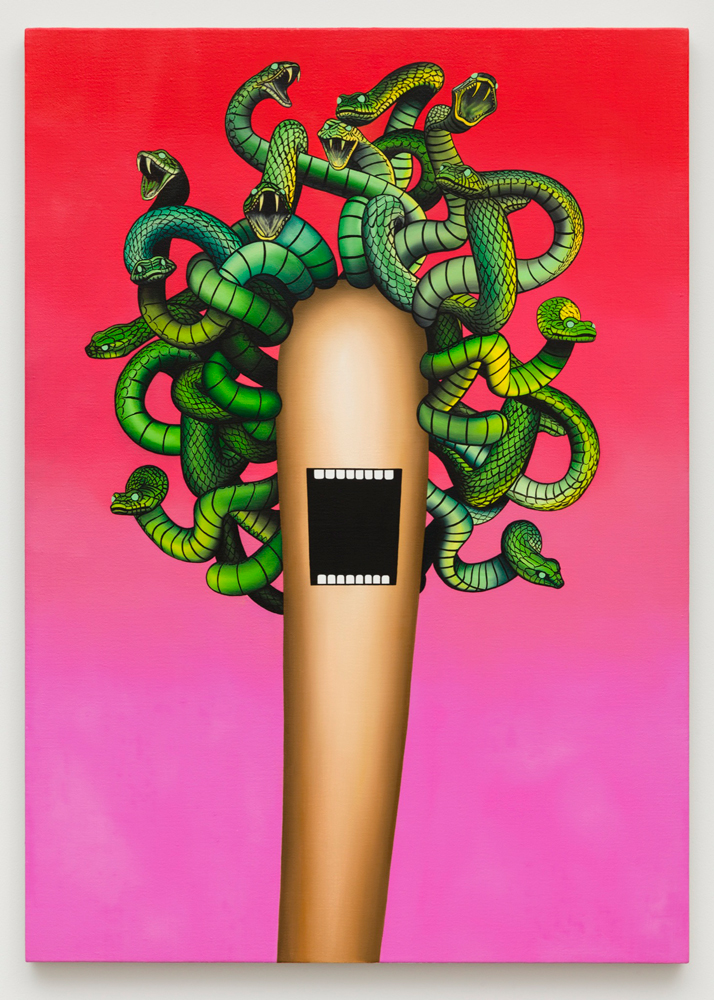
Medusa2015

- 2015: The Mirror, Öl auf Leinwand[16][17][A 1]The Mirror, 2015

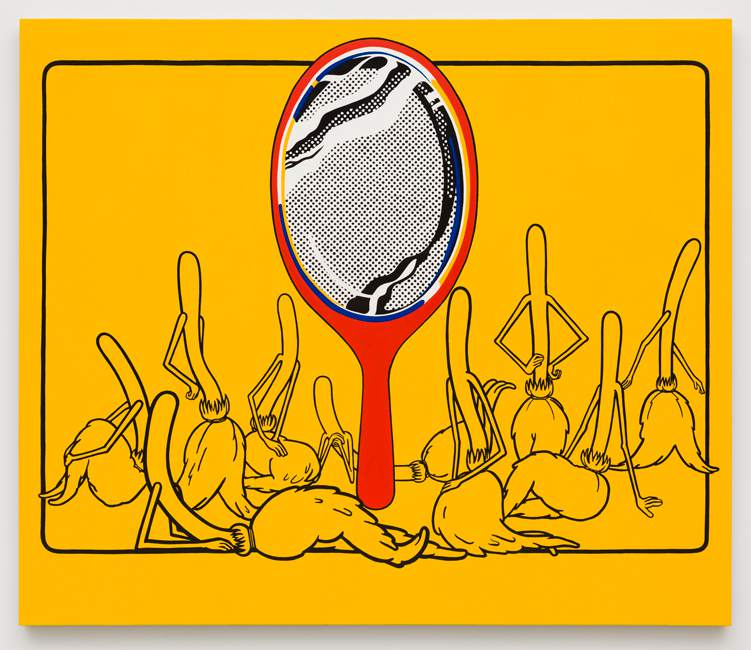
The Mirror, 2015

- 2015: Over The Shoulder, Öl auf Leinwand[18]Over The Shoulder, 2015
- 2015: Scream, Öl auf Leinwand[19]

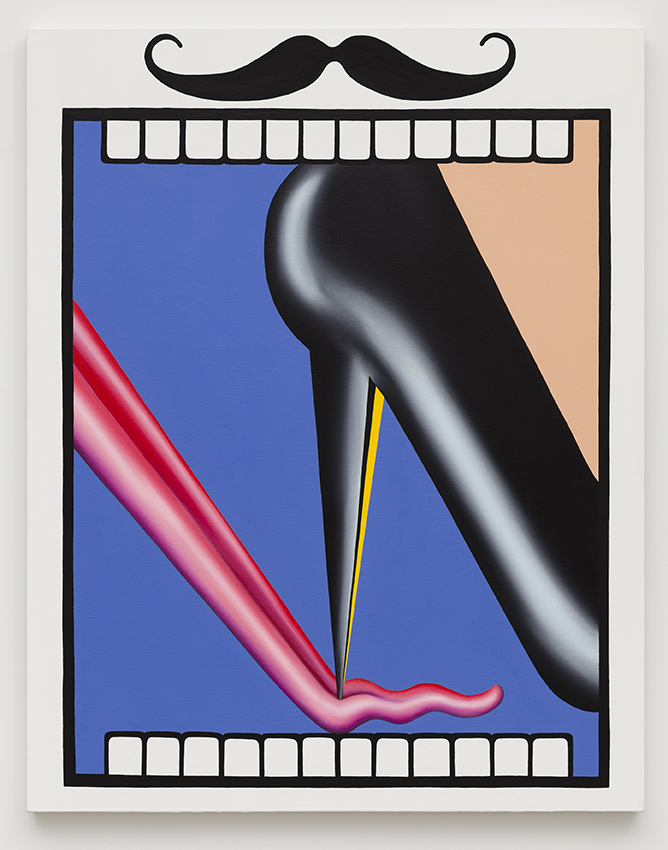
Over The Shoulder, 2015

- 2015: Still life, Öl auf Leinwand, Privatbesitz[1][20]Scream, 2015[A 2]

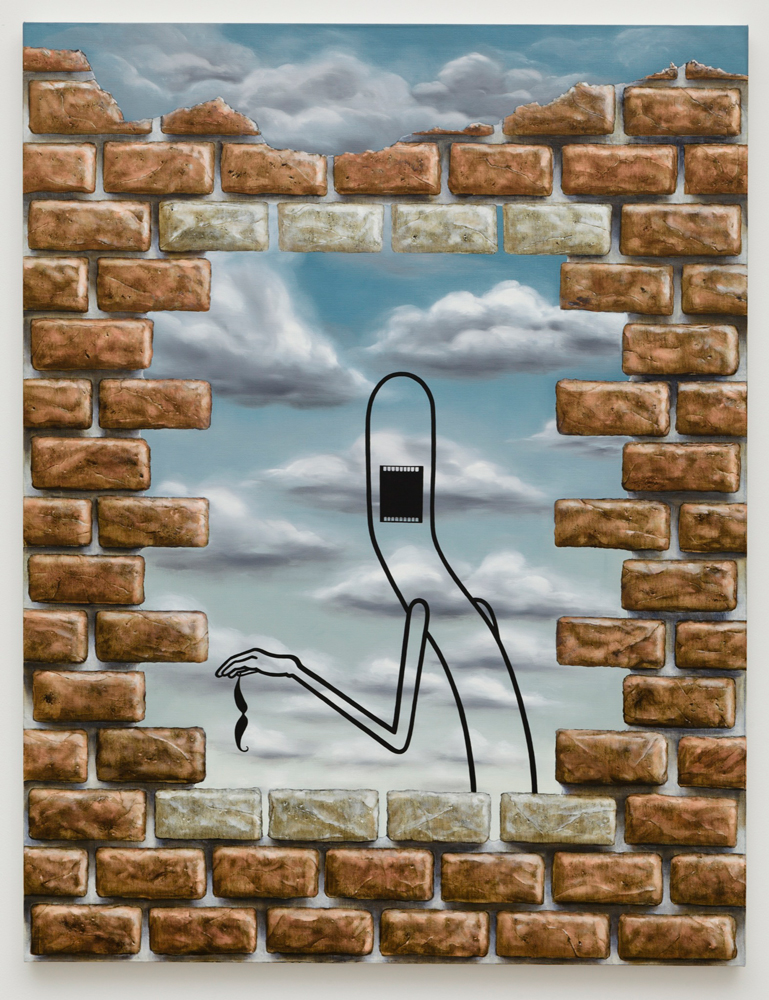
Scream, 2015

- 2015: The Studio (Broom and Mushroom)[11]
- 2015: The Studio (Never Tear Us Apart)[11]
- 2015: The Studio (Seance)[11]
- 2015: Viewfinder, Öl auf Leinwand, Collection Laura Belgray und Steven Eckler[1][21][A 3]
- 2015: Waisted talent, Öl auf Leinwand, Collection Laurel Gitlen[1]

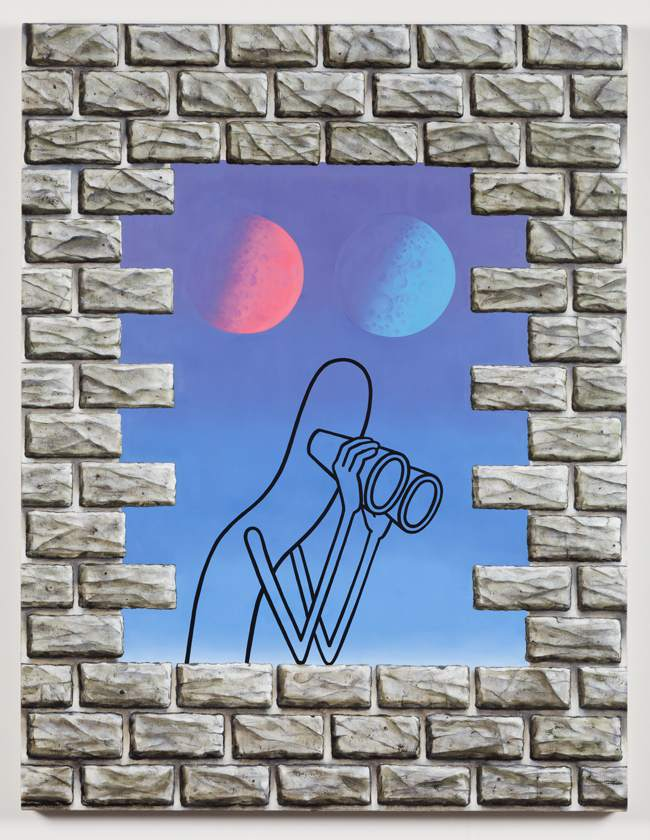
Viewfinder, 2015

- 2016: Anxious Pastoral, Öl auf Leinwand[22]
- 2016: Big Gulp, Öl auf Leinwand[23]
- 2016: The Continental, Öl auf Leinwand[24]

- 2016: Honest Espionage, Öl auf Leinwand[25][26]

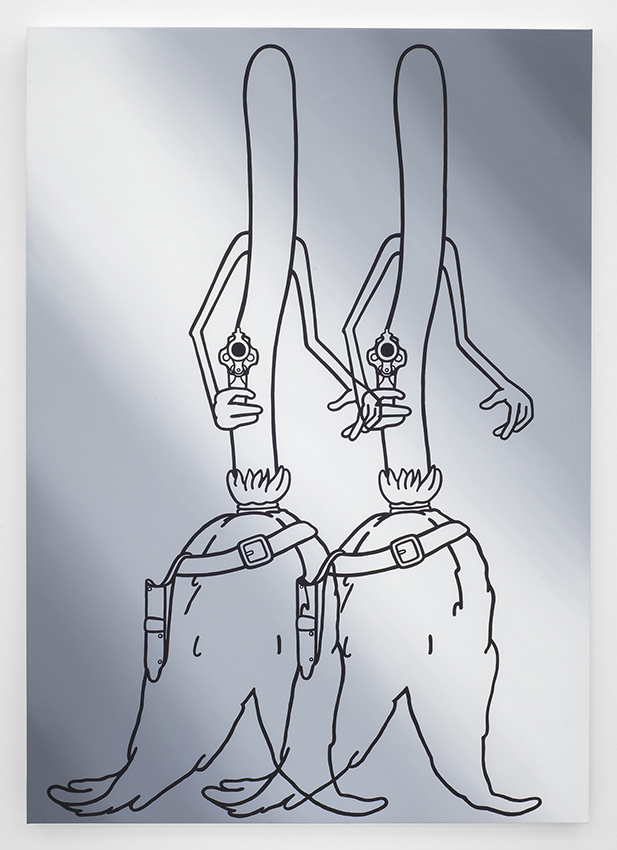
Honest Espionage, 2016

- 2016: Jeopardy Mesh, Öl auf Leinwand[27]

- 2016: Madame X, Öl auf Leinwand[28]
- 2016: Memento Mori Wall Clock, Druck[29]
- 2016: Rogue Wave, Öl auf Leinwand[30]
- 2016: Satisfaction, Öl auf Leinwand[31]
- 2016: See Machine, Öl auf Leinwand[32][33]
- 2016: Slow Burn, Öl auf Leinwand[34]
- 2016: Western Tale, Öl auf Leinwand[35]Western Tale, 2016
- 2017: Abyss, Öl auf Leinwand[36]
- 2017: The Bikini, Öl auf Leinwand[37]

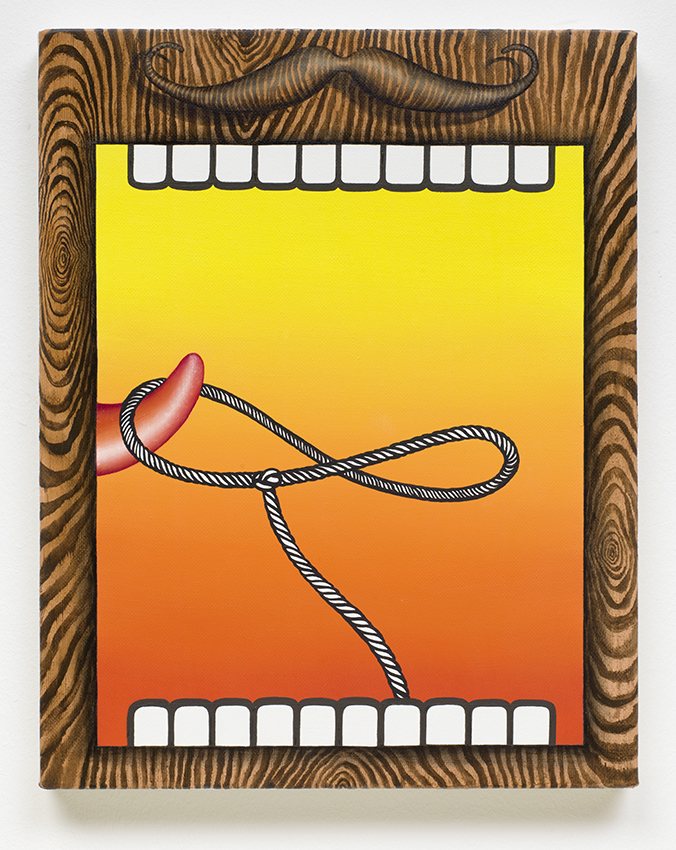
Western Tale, 2016

- 2017: Body Evidence, Öl auf Leinwand[38]
- 2017: The Caress, Öl auf Leinwand[39]
- 2017: The Caress Study I, Öl auf Leinwand[40]
- 2017: Chekhovs Gun, Siebdruck[29]
- 2017: Drawing for Deus and the Valley, Bleistift auf Papier[10]
- 2017: Feast and Famine, Öl auf Leinwand[41][42]
- 2017: Hand to Mouth, Öl auf Leinwand[43]
- 2017: The Other End, Öl auf Leinwand[44]
- 2017: Portrait as a Klein Bottle, Öl auf Leinwand[45]
- 2017: The Riddle, Öl auf Leinwand[46]
- 2017: Sentinel Madonnas (Monument Valley), Öl auf Leinwand, Privatbesitz[1][47][A 5]
- 2017: Sirena, Öl auf Leinwand[48]
- 2017: Sister Peak, Öl auf Leinwand[49]
- 2017: Study for a Thousand Hours, Acryl, Wasserfarbe und Tinte auf Papier[50]
- 2017: Tempest, Öl auf Leinwand[51]
- 2017: The Valley, Öl auf Leinwand, Collection Diane und Craig Solomon[1][A 6]
- 2017: Wake Tank, Öl auf Leinwand[52][53]Wake Tank, 2017

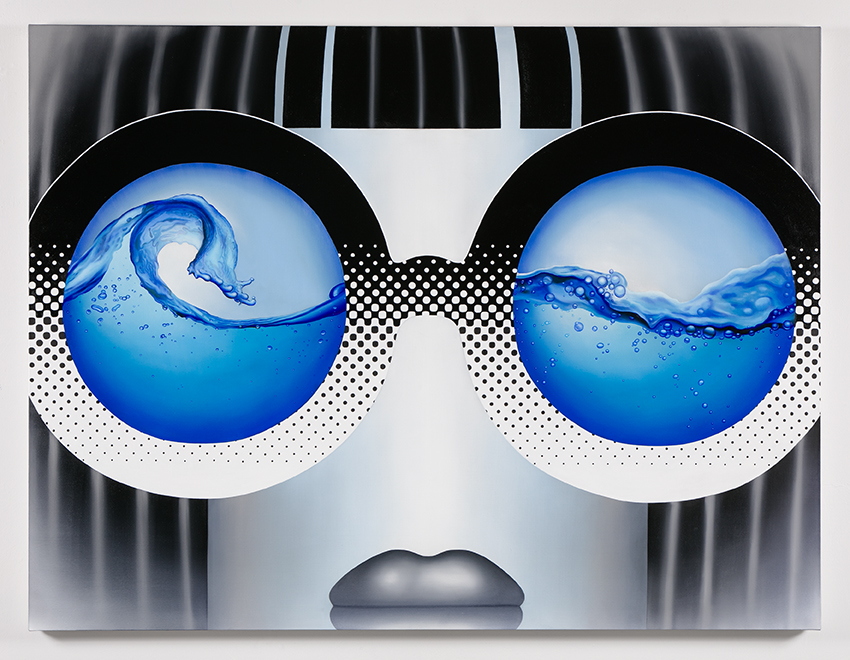
Wake Tank, 2017

- 2018: Alien Shores, Öl auf Leinwand[54]
- 2018: Blacklit Lava Rocks, Bleistift auf Papier[10]
- 2018: Citadel, Öl auf Leinwand, Privatbesitz[1][55][A 7]
- 2018: Contre-Jour, Öl auf Leinwand[56]
- 2018: Drawing for Eve, Bleistift auf Papier[10]
- 2018: Eve, Öl auf Leinwand[57]
- 2018: Drawing for Slippery Slope, Bleistift auf Papier[10][58]
- 2018: Drawing for Sea of Tears, Bleistift auf Papier[10]
- 2018: The Drawing Room, Öl auf Leinwand, Privatbesitz[1][59][A 8]
- 2018: Empathic Machine, Öl auf Leinwand[60]
- 2018: Fiction Flesh, Öl auf Leinwand[61]
- 2018: Fruits of Labor, Öl auf Leinwand[62]
- 2018: The Gleaner Study, Öl auf Leinwand[63][64]
- 2018: Medusa Moderne, Öl auf Leinwand[65]
- 2018: Nightcrawler, Öl auf Leinwand[66]
- 2018: No Patience for Monuments, Öl auf Leinwand[67]
- 2019: Avalon, Öl auf Leinwand[68]
- 2019: Brooms with a view, Öl auf Leinwand, Simone Subal Gallery, New York[1][69][A 9]
- 2019: Drawing for the Gleaner and Me, Bleistift auf Papier[10]
- 2019: Eldorado, Öl auf Leinwand[70][71]
- 2019: Grapes and Gleaner, Bleistift auf Papier[10]
- 2019: The Gleaner and Me, Öl auf Leinwand[70][72]
- 2019: Gleaner Odalisque, Öl auf Leinwand[70][73]
- 2019: Heretic Lace, Öl auf Leinwand[70][74]
- 2019: No Patience for Monuments II, Öl auf Leinwand[75]
- 2019: The Slippers, Öl auf Leinwand[76]
- 2019: Spitting Image, Öl auf Leinwand, Simone Subal Gallery, New York[1][77][A 10]
- 2019: Temptation Island, Öl auf Leinwand[78]
- 2019: Unruly thread, Öl auf Leinwand, Simone Subal Gallery, New York[1][79][A 11]
- 2020: The Appraisal, Öl auf Leinwand[80]
- 2020: Cassiopeia, Öl auf Leinwand[81]
- 2020: Daphne of the West, Öl auf Leinwand[82][83]
- 2020: Head Horizon World, Öl auf Leinwand[84][85]
- 2020: The Idle Servant, Öl auf Leinwand[86]
- 2020: Ilk and Honey, Öl auf Leinwand[11][87]
- 2020: Kin, Öl auf Leinwand[88]
- 2020: St. Jerome, Bleistift auf Papier[10]
- 2020: St. Lucia, Bleistift auf Papier[10]
- 2020: The Studio (Mound Land), Öl auf Leinwand[89]
- 2021: Ceto and Sirens, Wasserfarbe, Gouache und Tinte auf Papier[10]
- 2021: The Alchemist, Öl auf Leinwand[10][90]
- 2021: Artist Plate Project, Keramik[91]
- 2021: Blush, Öl auf Leinwand[10]
- 2021: Brush with Flame Watercolor Study, Wasserfarbe, Gouache und Tinte auf Papier[10]
- 2021: A Candle Makes Its Own Fuel, Wasserfarbe, Gouache und Tinte auf Papier[10]
- 2021: Crucified Broom, Bleistift auf Papier[10]
- 2021: Double Sun, Light Spill, Wasserfarbe, Gouache und Tinte auf Papier[10]
- 2021: Drawing for Profane Interloper, Bleistift auf Papier[10]
- 2021: Early Retirement, Öl auf Leinwand[10]
- 2021: Earthly Delight, Öl auf Leinwand[10][92]
- 2021: Gateway Madonnas, Wasserfarbe, Gouache und Tinte auf Papier[10]
- 2021: The Grotto, Öl auf Leinwand[10][93]
- 2021: Harvester, Öl auf Leinwand[94]
- 2021: In the Grass, Wasserfarbe, Gouache und Tinte auf Papier[10]
- 2021: In the Field, Wasserfarbe, Gouache und Tinte auf Papier[10]
- 2021: Leaf Weepers, Öl auf Leinwand[10]
- 2021: Mammutus Machina, Öl auf Leinwand[10][95]
- 2021: The Messenger, Öl auf Leinwand[10]
- 2021: Nine inch Nails – Broken, Öl auf Leinwand[29]
- 2021: The Optimist, Öl auf Leinwand[10]
- 2021: Periscope, Öl auf Leinwand[96]
- 2021: Ritual, Öl auf Leinwand[10]
- 2021: The Ruminant, Öl auf Leinwand[10]
- 2021: Soldier, Bleistift auf Papier[10]
- 2021: The Space Between, Öl auf Leinwand[83]
- 2021: Speculative Objects, Öl auf Leinwand[97]
- 2021: Study of The Drawing Room, Wasserfarbe und Bleistift auf Papier[10]
- 2021: Tidal Animal Vegetable, Öl auf Leinwand[10]
- 2021: Transfiguration, Öl auf Leinwand[10]
- 2021: Triple Thread, Öl auf Leinwand[10]
- 2021: The Wooden Spoon, Öl auf Leinwand[10][98]
- 2022: Habitat, Öl auf Leinwand[99][100]
- 2022: Poetry (Toy in Blood), Öl auf Leinwand[100][101]
- 2022: A Candle makes its Own Fuel, Öl auf Leinwand[6][99][102][103][A 12]
- 2022: Beholder, Öl auf Leinwand[100][104][105]
- 2022: Feast and Famine, Öl auf Leinwand[100]
- 2022: Feast and Famine Redux, Öl auf Leinwand[106]
- 2022: Gateway Madonnas, Öl auf Leinwand[100][107]
- 2022: Ginkgo Eater, Öl auf Leinwand[100]
- 2022: Light that Binds, Öl auf Leinwand[100]
- 2022: Painters Quarry, Öl auf Leinwand[100][108][109]
- 2022: Petite Denier I, Öl auf Leinwand[100]
- 2022: Raft on Siren Sea (Day), Siebdruck[110]
- 2022: Raft on Siren Sea (Night), Siebdruck[111]
- 2022: Saint and Sinner, Öl auf Leinwand[100][112]
- 2022: Study for Habitat, Öl auf Leinwand[100]
- 2022: Study for Poetry, Öl auf Leinwand[100]
- 2022: What is Vision (is Anyone Listening), Öl auf Leinwand[100]
- 2022: Precarious Persuasion, Öl auf Leinwand[99][100]
- 2022: Heretic Lace II, Öl auf Leinwand[99][100][113][A 13]
- 2023: The Apparition, Öl auf Leinwand[99][114][A 14]
- 2023: Bride, Öl auf Leinwand[115][116]
- 2023: The Cave (The Studio), Öl auf Leinwand[117]
- 2023: The Divine Medium, Öl auf Leinwand[118]
- 2023: Embrace, Öl auf Leinwand[119]
- 2023: Gazer, Bronzeskulptur[7][A 15]
- 2023: A Golden Bough, Öl auf Leinwand[99][120]
- 2023: Lily and Lotus II[6]
- 2023: Mink Hollow[6]
- 2023: Precarious Persuasion Study, Öl auf Leinwand[121]
- 2023: Reliquary[6]
- 2023: Shell that Echoes[6]
- 2023: Tails to Tell[6]
- 2024:  Bleeding Hearts, Öl auf Leinwand[122]
- 2024: Mountain Magic, Öl auf Leinwand[123]

## Gruppenausstellungen (Auswahl)
- 2009: On From Here, Guild and Greyshkul, New York[124]
- 2014: Parallax Futured: Transtemporal, Subjectivities, Skirball Museum, Cincinnati[1]
- 2015: Unrealism, The Moore Building, Miami[1][4]
- 2015: Mrs. Benway, Fourteen30 Contemporary, Portland[1]
- 2015: I Dropped the Lemon Tart, Lisa Cooley, New York[1][124]
- 2015: Six Advertisements, Marlborough Chelsea, New York[1]
- 2016: Scarlet Street, Lucien Terras, New York[1]
- 2016: Me, Myself, I, China Art Objects Galleries, Los Angeles[1]
- 2016: Surreal, St. Agnes, Berlin[1]
- 2016: Untitled Body Parts, Simone Subal Gallery, New York[1]
- 2017: Engende, Kohn Gallery, Los Angeles[1]
- 2017: Pharmacy for Idiots, Rob Tufnell, Köln[1]
- 2017: Women to the Front, Works from the Miller Meigs Collection, Lumber Room, Portland[1]
- 2017: Le Quatrième Sexe, Le Coeur, Paris[1]
- 2017: The Little Apocrypha, zusammen mit Adam Henry, SALTS, Birsfelden[1]
- 2017: Pharmacy for Idiots, Rob Tufnell, Köln[124]
- 2017: The little Apocrypha: Emily Mae Smith & Adam Henry, SALTS, Basel[125]
- 2018: A Strange Relative, zusammen mit Genesis Belanger, Perrotin, New York[1][126]
- 2018: Summer, Peter Freeman Inc., New York[127]
- 2018: Pine Barrens, Tanya Bonakdar Gallery, New York[128]
- 2019: Alternate Realities, Arsenal Contemporary, Montreal[129]
- 2019: Magnetic Fields, Gió Marconi, Milano[130]
- 2019: Personal Private Public, Hauser & Wirth, Zürich[131]
- 2020: Art on the Grid, Public Art Fund, New York[132]
- 2020: A Love Letter to a Nightmare, Petzel, New York[124][133][A 16]

- 2020: TITLE TBD, Cleveland Institute of Art’s Reinberger Gallery[134]
- 2021: Alphabetic Image, Arsenal Contemporary, New York[135]
- 2021:The Dreamers, 58th October Salon, Belgrade Biennale 2021, Belgrad[136]
- 2021: Someone said that the world’s a stage, Grimm, New York[124]
- 2021: Works on Paper, Rodolphe Janssen, Brüssel[124]
- 2021: Works on Paper, Petzel, New York[124]
- 2021–2022: Present Generations: Creating the Scantland Collection of the Columbus Museum of Art, Columbus Museum of Art[137]
- 2022: Sausage Party, Rodolphe Janssen, Brüssel[124]
- 2022–2023: Put It This Way: (Re)Visions of the Hirshhorn Collection, Hirshhorn Museum and Sculpture Garden, Washington D.C.[138]
- 2023: He Said/She Said: Contemporary Women Artists Interject, Dallas Museum of Art, Dallas[139]
- 2023: Hollow Leg, Laurel Gitlen, New York[124]
- 2023: Room by Room: Concepts, Themes, and Artists in The Rachofsky Collection, The Warehouse, Dallas[96]
- 2023–2024: Time Travel: Italian Masters through a Contemporary Lens, Petzel, New York[124]
- 2024: Giants, Rodolphe Janssen, Brüssel[124]
- 2024–2025: Long Live Surrealism! 1924–Today, Blanton Museum of Art, Austin[140]
- 2024–2025: Neue Highlights aus der Sammlung Brandhorst, Museum Brandhorst, München[141]

## Einzelausstellungen (Auswahl)
- 2014: Novelty Court, Junior Projects, New York[1][12]
- 2015: Medusa, Laurel Gitlen, New York[1][124][142]
- 2016: Tesla Girls, Rodolphe Janssen, Brüssel[1][124][143]
- 2016: Honest Espionage, Mary Mary, Glasgow[1][144]
- 2017: The Sphinx or The Caress, Simone Subal Gallery, New York[1][145]
- 2018: Emily Mae Smith, Le Consortium, Dijon[1][146][A 17]

- 2018: Feast of Totems, Contemporary Fine Arts, Berlin[1][147]
- 2019: Emily Mae Smith: Avalon, Tokio[70][148]
- 2019: Matrix 181, Wadsworth Atheneum, Hartford[1][A 18]

- 2020: Emily Mae Smith: Features and Commissions, Simone Subal Gallery, New York[84]
- 2020: Emily Mae Smith: Ex Libris, Rockefeller Arts Center, State University of New York at Fredonia[149][150]
- 2020–2021: Emily Mae Smith: Feast and Famine, SCAD Museum of Art, Savannah[41]
- 2021: Emily Mae Smith: Harvesters, Perrotin, Paris[10][83]
- 2021: Emily Mae Smith: Speculative Objects, Rodolphe Janssen, Brüssel[151]
- 2022: Emily Mae Smith: Heretic Lace, Petzel Gallery, New York[100]
- 2023: Emily Mae Smith: A Candle Makes Its Own Fuel, Contemporary Fine Arts, Berlin[6][99][102][124][A 19]
- 2023: Emily Mae Smith: Habitats, Pond Society, Shanghai[99]
- 2024–2025: Emily Mae Smith x René Magritte, Magritte Museum, Brüssel[5]

## Preise und Auszeichnungen
- 1999–2001: University of Texas Department of Art Merit Awards[3]
- 2002: Roy Crane Award, University of Texas[3]
- 2005: Edward Mazella Jr. Scholarship, Columbia University, New York[3]
- 2018: Fellowship in Painting, New York Foundation for the Arts, New York[3]

## Rezeption
Laut Patricia Hickson kommentiert Emily Mae Smith aktuelle Themen wie weibliche Unterdrückung, männliche Autorität und implizierte Gewalt. Zugleich greift sie die Einsamkeit der Kunstschaffenden auf und deren ewige Suche nach dem Sinn des Lebens.

“Singularly imaginative, Smith utilizes eccentric humor and a meticulous hand to convey commentary on relevant issues with an unusual vocabulary of symbols and artistic styles.”

Laut Carolin Kralapp „entfalten sich vor den Augen der Betrachter*innen wahrhaft tiefgründige, weitreichende Geschichten und unzählige Assoziationsketten“.